# Elias Rahal
Elias Rahal SMSP (* 14. April 1942 Ras-Baalbek im Libanon) ist ein libanesischer Ordensgeistlicher und emeritierter melkitisch griechisch-katholischer Erzbischof von Baalbek im Libanon. 

## Leben
Elias Rahal wurde am 28. Juni 1970 zum  Priester geweiht und ist Ordenspriester der Melkitischen Paulisten.
Rahal studierte an der Päpstlichen Lateranuniversität in Rom und  promovierte an der Sargessa Universität in Furn-El-Shebak (Libanon) zum Dr. iur.can (Doktor der kanonischen Rechtswissenschaften).
Auf der Bischofssynode der Melkitischen Griechisch-Katholischen Kirche vom 22. – 26. Juni 2004 wurde Rahal als Nachfolger von Cyrille Salim Bustros zum Erzbischof von Baalbek gewählt. Dieser Wahl stimmte Papst Benedikt XVI. am 28. Juni 2004 zu und der Patriarch von Antiochien Gregor III. Laham BS weihte ihn am 25. Juli desselben Jahres zum Bischof. Als Mitkonsekratoren assistierten die Erzbischöfe Cyrille Salim Bustros SMSP und Jean Mansour SMSP. Rahal war im Oktober 2010 Teilnehmer an der  Sonderversammlung der Bischofssynode zum Nahen Osten.
Am 16. Juli 2025 nahm die Synode der Melkitisch Griechisch-Katholischen Kirche das altersbedingte Rücktrittsgesuch von Elias Rahal an.

## Werke
Die Päpstliche Lateranuniversität veröffentlichte 2007 die von Elias Rahal, in französischer Sprache, verfasste Doktorarbeit: „Le Synode de l'Eglise Grecque Melkite Catholique tenu a Jerusalem en 1849 etude historique, theologique et canonique (Pontifica universitas lateranensis, Theses ad doctoratum in iure canonico)“.